# Amphoriscus semoni
Amphoriscus semoni är en svampdjursart som beskrevs av Breitfuss 1896. Amphoriscus semoni ingår i släktet Amphoriscus och familjen Amphoriscidae.
Artens utbredningsområde är havet kring Indonesien. Inga underarter finns listade i Catalogue of Life.